# Palacio del Podestà (Florencia)

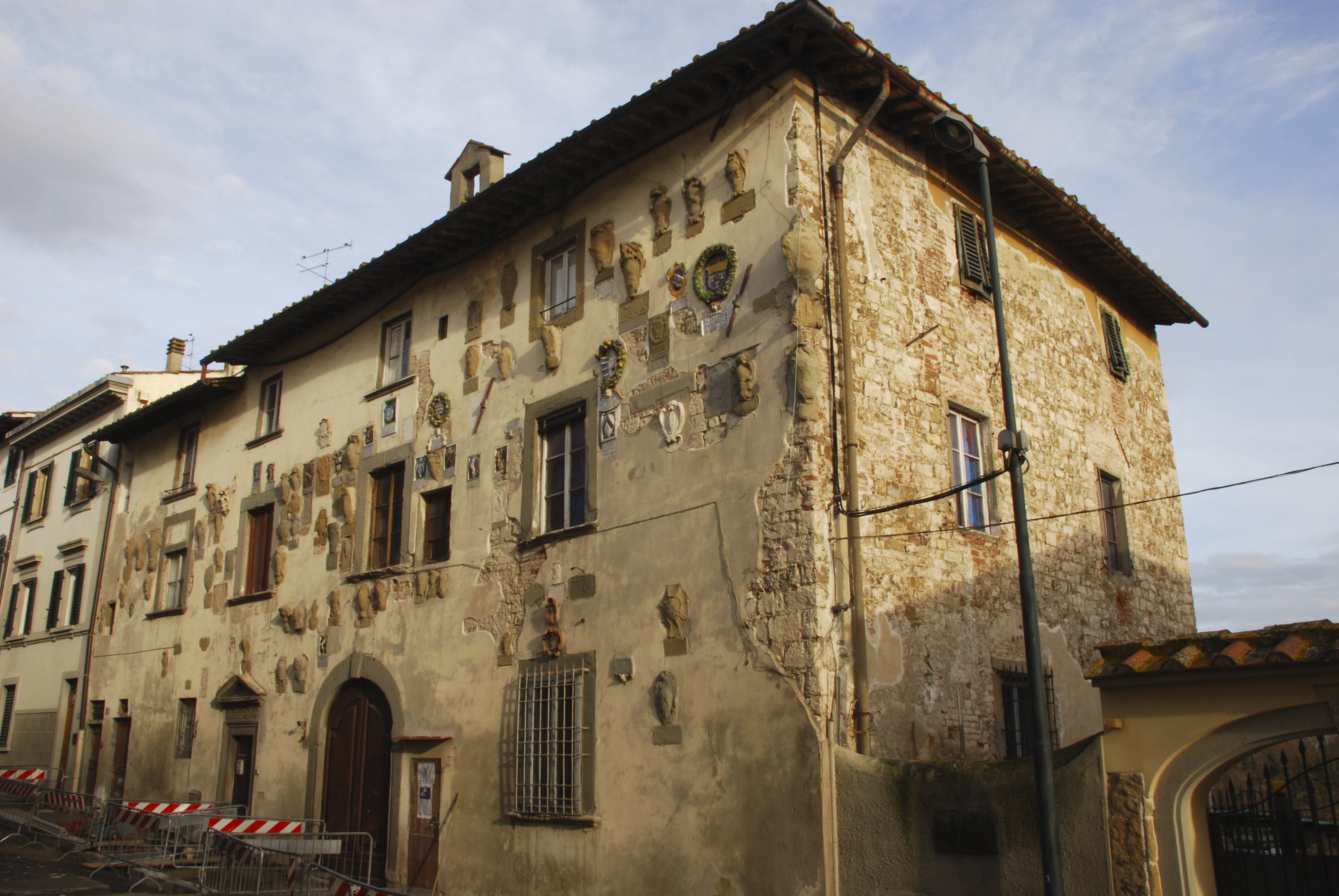
Ex-palacio del Podestà de Galluzzo.

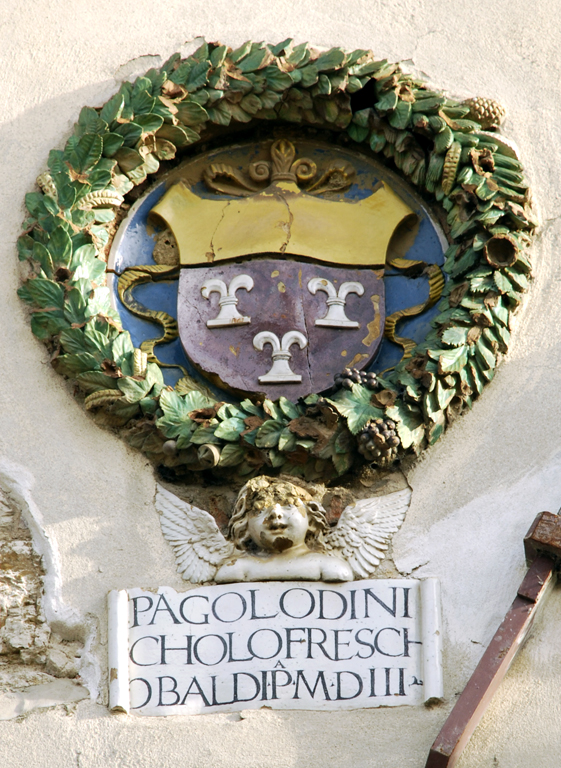
Escudo de armas de los Frescobaldi en terracota policromada.

El palacio del Podestà de Galluzzo se encuentra en el citado suburbio florentino, formalmente independiente desde 1415 y dotado por tanto de un podestà propio.
El palacio podestaril nació con el alquiler de una casa señorial de los Canigiani, que fue adquirida y reconvertida en palacio. Dispone de tres plantas cuadrangulares con patio interior alrededor del cual se distribuyen las residencias privadas del podestà y de sus colaboradores, un cuarto para los juicios, otro para las vistas legales, una sala del Consejo, los calabozos y una sala de torturas.
Desde la calle es fácil reconocer el palacio debido a los numerosos escudos de armas (en total 42) que adornan la fachada, y que pertenecen a varios podestà que se remontan al periodo comprendido entre 1472 y 1765. Algunos se encuentran en mal estado de conservación. El mejor conservado es el de Pagolo di Niccolò Frescobaldi, fechado en 1503 y rodeado de una hermosa guirnalda de hojas, flores y fruta.
El portal presenta en la fachada un arquitrabe esculpido con los escudos de armas de Florencia (el lirio), del pueblo de Florencia, de la Parte Güelfa, de los Priores de la Libertad y de la Lega del Galluzzo.
Tras la abolición de la podestería, el palacio fue adquiriendo diversas funciones. A partir de 1859 fue la sede de la pretoría; actualmente es propiedad del municipio de Florencia y se utiliza para diversas manifestaciones públicas del Quartiere 3 de Florencia.
Delante del palacio se encuentra el antiguo Palazzo del Comune di Galluzzo.